# Masud Minhas
Masude Ali Khan Minhas (Sarikue, 20 oktober 1911 - eind jaren dertig) was een Indiaas hockeyer. 
Minhas won met de Indiase ploeg de olympische gouden medaille in 1932. 

## Resultaten
- 1932  Olympische Zomerspelen in Los Angeles